# Anouvong (ville)
Anouvong (en lao ໂພນໂຮງ) est la capitale de la province de Xaisomboun au Laos.

## Démographie
En 2015, la population de la ville est de 9 817 habitants.